# Lansettfisk
Lansettfisk (Branchiostoma lanceolatum) är ett ryggsträngsdjur som först beskrevs av Peter Simon Pallas 1774. Lansettfisken ingår i släktet Branchiostoma och familjen lansettfiskar. Arten är reproducerande i Sverige. Inga underarter finns listade.
Arten förekommer i nordöstra Atlanten, inklusive Skagerrak och Kattegatt, i Medelhavet och i Svarta havet. Över Suezkanalen nådde den även norra och västra Indiska oceanen.